# Шукыжанова, Алма Сайдахметовна
Алма Сайдахметовна Шукыжанова (каз. Алма Сайдахметқызы Шүкежанова; 1 января 1950; Аксуат, Семипалатинская область, КазССР, СССР) — казахстанский школьный педагог, учитель математики школы-лицея №7 города Семей. Герой Труда Казахстана (2023).

## Биография
Родился 1 января 1950 года в селе Аксуат Семипалатинской области.
В 1957 году пошла в первый класс Аксуатской средней школы, которую закончила  с золотой медалью в 1967 году. В том же году поступила  Казахский женский  педагогический институт и окончила в 1971 году с отличием. После окончания присвоена  специальность - учитель математики.
Педагогическую трудовую деятельность начал в 1971 году учителем математики в восьмилетней школе села Аксуат.
С 1976 по 1977 — учитель математики в восьмилетней школы «Кзыл-Гайрат» Талгарского района Алма-Атинской области.
В связи с переездом в город Семипалатинск 2 сентября 1977 по 1 сентября 1980 года работала воспитателем ГПД средней школы №27 и с 1980 года была переведена на должность учителя математики этой же школы. С 1983 года работает учителем математики средней школы лицей №7. Имеет высшую категорию «Педагог-исследователь».

## Педагогическая деятельность
Шукыжанова Алма Сайдахметовна – талантливый и творческий педагог, постоянно думающий о своем профессиональном росте.  Ее  ученики призеры и победители  олимпиад, научных поректов и многочисленных профессиональных конкурсов; организатор и активный участник областных, республиканских и международных конференций, круглых столов, семинаров и тренингов. Успешно принимает участие в многочисленных дистанционных республиканских и международных конкурсах.
C 1990 по 2023 годы ученики Алмы Сайдахметовны постоянно занимают призовые места на городских областных,  региональных, республиканских, международных  олимпиадах по математике. Начиная с 2005 года  она серьезно занимается научно-исследовательской деятельностью учащихся. Она воспитала много победителей и призеров городских и областных, республиканских и международных соревнований научных проектов школьников.
Общий стаж работы: 52 года, стаж работы в сфере образования : 52 года.
За свои достижения в педагогической деятельности была награждена Почетной грамотой Департамента образования ВКО, Почетной грамотой Исполкома городского комитета профсоюза работников образования и науки, Почетной грамотой Управления образования Восточно-Казахстанской области. Имеет многочисленные Грамоты и Благодарственные письма ГУ «Отдел образования г. Семей ВКО», а также Грамоты и Благодарственные письма высших учебных заведений РК и РФ.

## Награды
- 2023 (23 октября) — Звание «Қазақстанның Еңбек Ері» (Герой Труда Казахстана) с вручением знака особого отличия Золотой звезды (Алтын жұлдыз) и ордена «Отан» — за выдающиеся достижения в социально-гуманитарном развитии Республики Казахстан;[2]
- Почётная грамота Министерства образования и науки РК;
- Благодарность Президента Республики Казахстан (2025);[3][4]